# Блохин, Василий Васильевич
Василий Васильевич Блохин — советский хозяйственный, государственный и политический деятель, Герой Социалистического Труда.

## Биография
Родился в 1910 году в селе Баклуши. Член КПСС.
С 1935 года — на хозяйственной, общественной и политической работе. В 1935—1970 гг. — виноградарем в совхозе «Мысхако» Верхнебаканского района Краснодарского края, участник Великой Отечественной войны, заместитель наводчика 117-го истребительно-противотанкового артполка, командир стрелкового отделения 270-го гвардейского стрелкового полка 89-й гвардейской стрелковой дивизии, в составе 5-й ударной армии, звеньевой, специалист по обрезке винограда и разбивке плантажа, рабочий по приготовлению химикатов для опрыскивания лозы виноградарского совхоза «Малая Земля» Министерства пищевой промышленности СССР в городе Новороссийске Краснодарского края.
Указом Президиума Верховного Совета СССР от 27 августа 1951 года присвоено звание Героя Социалистического Труда с вручением ордена Ленина и золотой медали «Серп и Молот».
Умер в Новороссийске в 1999 году.

## Награды
- Золотая медаль «Серп и Молот» (27.08.1951)
- Орден Ленина (27.08.1951)
- Орден Ленина (26.02.1955)
- Орден Трудового Красного Знамени (26.09.1950)
- Орден Отечественной войны (11.03.1985)
- Орден Славы (30.3.1945)
- Медаль «За отвагу» (СССР) (13.09.1943)
- Медаль «За оборону Одессы»
- Медаль «За освобождение Варшавы»
- Медаль «За победу над Германией в Великой Отечественной войне 1941—1945 гг.»
- Медаль «В ознаменование 100-летия со дня рождения Владимира Ильича Ленина»
- Медаль  «Двадцать лет Победы в Великой Отечественной войне 1941—1945 гг.»
- Знак «25 лет победы в Великой Отечественной войне»
- Медаль «Тридцать лет Победы в Великой Отечественной войне 1941—1945 гг.»
- Медаль «Ветеран труда»
- Юбилейная медаль «50 лет Вооружённых Сил СССР»
- Юбилейная медаль «60 лет Вооружённых Сил СССР»
- Медаль «Сорок лет Победы в Великой Отечественной войне 1941—1945 гг.»
- Медаль «50 лет Победы в Великой Отечественной войне 1941—1945 гг.»